# 千葉県道7号我孫子関宿線

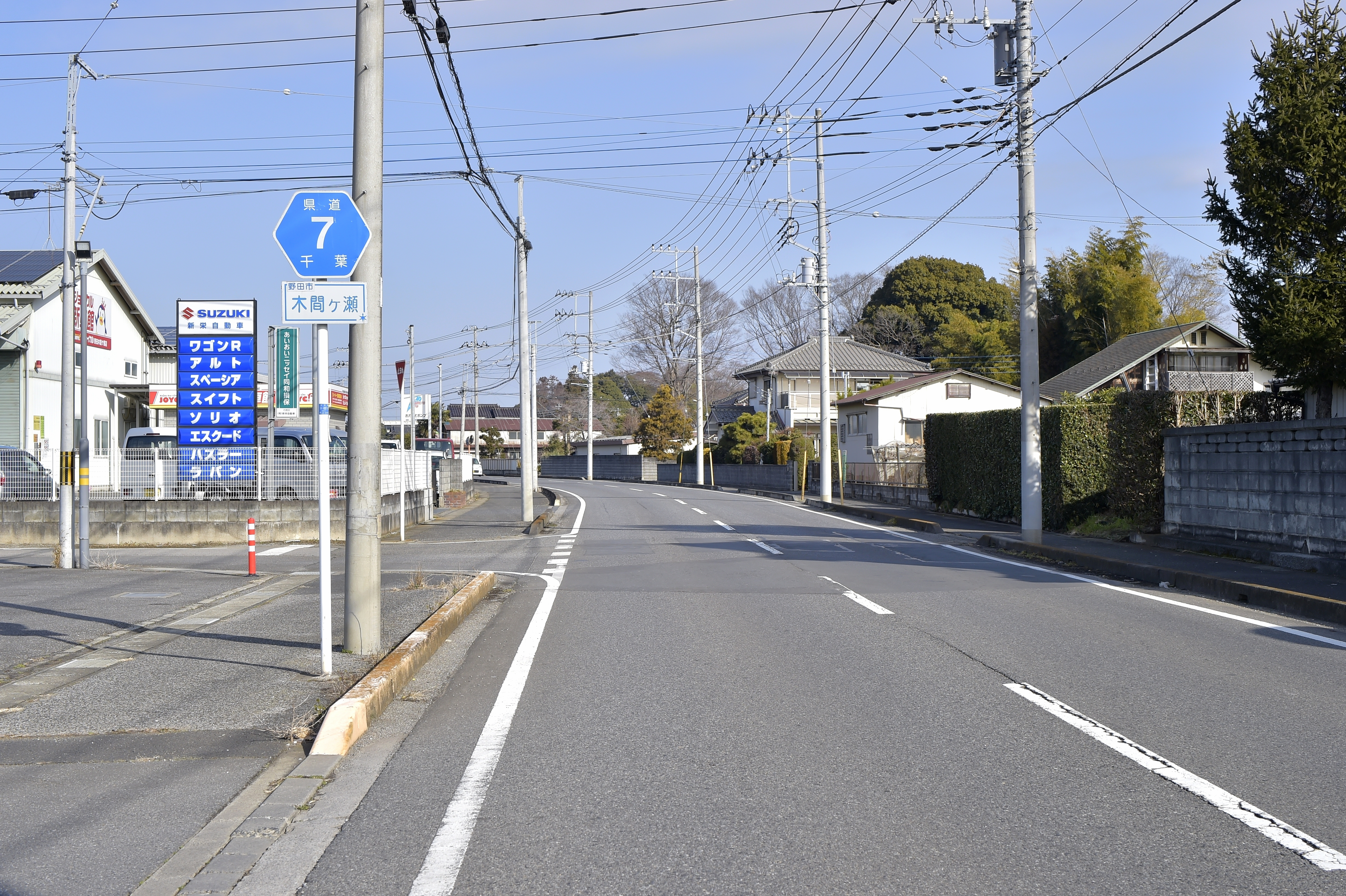
千葉県道7号我孫子関宿線
野田市木間ヶ瀬（2013年2月）

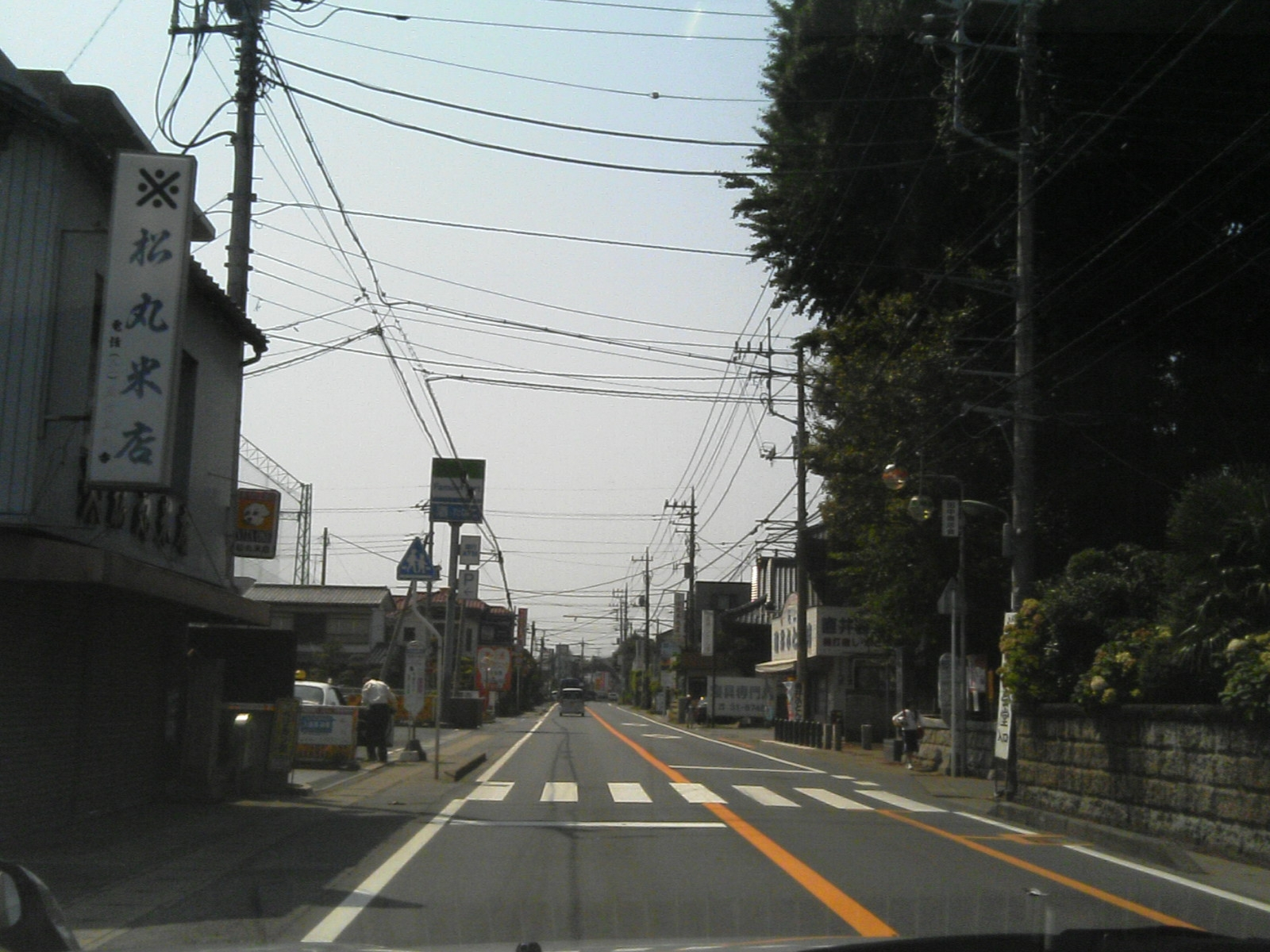
我孫子関宿線（柏市花野井付近）

千葉県道7号我孫子関宿線（ちばけんどう7ごう あびこせきやどせん）は、千葉県我孫子市から、同県柏市を経て同県野田市に至る県道（主要地方道）である。

## 起点・終点
- 起点：千葉県我孫子市、国道6号との交点の「台田」交差点
- 終点：千葉県野田市桐ヶ作588付近の交差点
- 総延長：*.* km（柏土木事務所管内：7.919 km、東葛飾土木事務所管内：*.* km）
- 重用延長：*.* km（柏土木事務所管内：0.0 km[1]、東葛飾土木事務所管内：*.* km）
- 未供用延長：なし（柏土木事務所管内：*.* km、東葛飾土木事務所管内：*.* km）
- 実延長：28.443 km（柏土木事務所管内：7.919 km[1]、東葛飾土木事務所管内：20.524 km[2]）
- Googleマップ

## 歴史
- 1955年3月4日 - 千葉県告示第108号において認定。
（7号我孫子関宿線 - 千葉県我孫子市から柏市、野田市を経て東葛飾郡関宿町）

## 路線状況

### 重複区間
- 千葉県道47号守谷流山線（柏市根戸 「布施入口」交差点 - 柏市花野井 「花野井木戸」交差点）
- 千葉県道46号野田牛久線（柏市小青田 - 野田市木野崎 「野田市木野崎」交差点）

### 道路施設
- 水堰橋（利根運河、柏市 - 野田市）

## 地理

### 通過する自治体
- 千葉県
  - 我孫子市
  - 柏市
  - 野田市

### 交差する道路
- 国道6号（起点）
- 千葉県道47号守谷流山線（重複）
- 千葉県道46号野田牛久線（重複）
- （常磐自動車道）
- 千葉県道3号つくば野田線（野田市目吹 「野田市目吹」交差点）
- 千葉県道142号岩井野田線（野田市船形 「野田市船形」交差点）
- 千葉県道162号岩井関宿野田線（下総利根大橋有料道路）（野田市木間ヶ瀬 「野田市木間ヶ瀬北」交差点）
- （千葉県道17号結城野田線）（終点から市道を通って、野田市柏寺 「野田市柏寺」交差点）